# John Adams
 Der er flere personer med dette navn, se John Adams (flertydig).
John Adams (født 30. oktober 1735, død 4. juli 1826) var en amerikansk politiker og den 2. amerikanske præsident (1797 – 1801), efter at have været den første amerikanske vicepræsident (1789 – 1797) i to perioder. Han anses for at have været en af de mest indflydelsesrige personer ved grundlæggelsen af De Forenede Stater.
Adams blev kendt i de tidlige faser af den Amerikanske revolution. Som delegeret fra Massachusetts ved den Kontinentale kongres, spillede han en ledende rolle i at overtale kongressen til at vedtage Uafhængighedserklæringen i 1776. Som Kongressens repræsentant i Europa var han en fremtrædende forhandler under fredsforhandlingerne med Storbritannien, og hovedansvarlig for at have sikret USA store lån i Nederlandene. 
Adams' revolutionære fortid sikrede ham to perioder som George Washingtons vicepræsident og at han blev valgt til USA's 2. præsident. I hans egen embedsperiode blev han generet af kampe i hans eget føderale parti mod en fraktion, som blev ledet af Alexander Hamilton, og han underskrev de kontroversielle Alien and Sedition Acts. Det største resultat under hans embedsperiode var at han på fredelig vis fik afsluttet en til tider voldelig strid med Frankrig i 1798.
Efter at Adams havde tabt præsidentvalget i 1800 til Thomas Jefferson, trak han sig tilbage til Massachusetts. Han og hans kone Abigail Adams grundlagde en familie af dygtige politikere, diplomater og historikere, som i dag omtales som "Adams politiske familie". Hans resultater har fået større anerkendelse i de senere år, selv om han i starten ikke blev hyldet i samme grad som andre at USA's grundlæggere. 
Adams var far til John Quincy Adams, den 6. amerikanske præsident.

## Tidlige år
John Adams, Jr., den ældste af tre sønner, blev født den 30. oktober 1735 (19. oktober, 1735 efter gammel tidsregning), i det der i dag er Quincy, Massachusetts (dengang var det "north precinct" af Braintree, Massachusetts), som søn af John Adams, Sr. og Susanna Boylston Adams. Adams fødested er nu en del af Adams National Historical Park. Hans far, som også hed John (1691–1761), var en 5. generations efterkommer af Henry Adams, som udvandrede fra Braintree, England til Massachusetts Bay Colony i omkring 1638. Han stammede fra en walisisk mandsslægt ved navn Ap Adam. Hans far var landmand, kongregationalist (dvs. puritaner), diakon, løjtnant i militsen, medlem af sognerådet med ansvar for tilsyn med skoler og veje. Hans mor, Susanna Boylston Adams, var en efterkommer af Boylston-familien i Brookline.
Adams blev født ind i en familie i beskedne kår, men han følte ansvar for at leve op til sin families arv: de grundlæggende puritanere, som kom den amerikanske vildmark i 1630'erne og etablerede kolonier. Puritanerne under den store udvandring "troede at de levede i Bibelen. England under Stuarterne var Ægypten og de var israelitterne som flygtede … for at skabe et fristed for gudfrygtighed, en by på bjerget". Da John Adams blev født i 1735 var puritanske læsesætninger såsom prædestination ikke længere almindeligt accepterede, og mange af deres strenge skikke var blevet blødgjort gennem tiden, men John Adams "anså dem for bærere af frihed, en sag som stadig havde en hellig hast." Det var værdier, som han troede på, og et heroisk forbillede, som han ønskede at leve op til.
Da den unge Adams blev optaget på Harvard College i en alder af 16 (i 1751) forventede hans far, at han ville blive præst, men Adams havde tvivl. Efter at have taget eksamen i 1755 fungerede han som lærer i nogle år i Worcester, hvilket gav ham tid til at tænke over sit valg af karriere. Efter mange overvejelser besluttede han at blive advokat og studerede jura på kontoret ved James Putnam, en fremtrædende advokat i Worcester. I 1758 blev Adams optaget i advokatsamfundet. Fra en tidlig alder udviklede han en vane med at lave beskrivelser af hændelser og indtryk af personer, som er spredt ud over hans dagbog. Han gjorde god brug af denne evne som advokat, og beskrev ofte forhold han iagttog, så han kunne studere og reflektere over dem. Hans beskrivelse af James Otis sagsfremstilling i Massachusetts højesteret i 1761 om gyldigheden af en stævning er et godt eksempel. Otis fremstilling inspirerede Adams til at kæmpe for de amerikanske koloniers sag.
Den 25. oktober 1764, fem dage før sin 29 års fødselsdag, giftede Adams sig med Abigail Smith (1744–1818), en fjern slægtning  og datter af en kongregationalistisk præst William Smith i Weymouth, Massachusetts. De fik 6 børn: Abigail (1765 – 1813), den senere præsident John Quincy (1767 – 1848), Susanna (1768 – 1770); Charles (1770 – 1800), Thomas Boylston (1772 – 1832) samt den dødfødte Elizabeth (1775).
Adams var en ikke en folkelig leder som sin halvfætter Samuel Adams. I stedet byggede hans indflydelse på hans arbejde som en forfatningsjurist og hans intensive analyse af historiske eksempler, sammenkoblet med hans grundige kendskab til juraen og hans begejstring for de republikanske principper. Adams følte ofte, at hans medførte stridbarhed var en hæmsko for hans politiske karriere.

## Karriere inden revolutionen

### Modstander af stempelloven 1765
Adams blev først kendt som modstander af Stempelloven af 1765, som blev vedtaget af det britiske parlament for at mindske den britiske krigsgæld og udgifterne ved at opretholde en stående hær i de amerikanske kolonier. Den folkelige modstand, konstaterede han senere, blev tændt af en ofte genoptrykt prædiken af Jonathan Mayhew, som var præst i Boston, og som brugte Romerbrevet kap. 13 til at belyse princippet om retfærdigt oprør.
I 1765 lavede Adams udkastet til de instruktioner som blev sendt fra indbyggerne i Braintree til deres repræsentanter i Massachusetts lovgivende forsamling, og de dannede model for andre byers instruktioner til deres repræsentanter. I august 1765 skrev han fire bemærkelsesværdige artikler til Boston Gazette (genoptrykt i The London Chronicle i 1768 som True Sentiments of America (Sande følelser i Amerika), også kendt som A Dissertation on the Canon and Feudal Law). I artiklerne hævdede han, at der var en sammenhæng mellem de protestantiske ideer, som Adams' puritanske forfædre bragte med til New England og tankerne bag deres modstand mod Stempelloven. For det første forklarede han, at koloniernes modstand mod Stempelloven skyldtes at loven berøvede de amerikanske kolonister to grundlæggende rettigheder, som alle englændere var garanteret, og som alle frie mænd fortjente: retten til kun at blive beskattet ved samtykke, og til kun at blive dømt af en jura bestående af ens ligemænd. 
De såkaldte "Braintree Instructions" var et klart og ligefremt forsvar af koloniernes rettigheder og friheder, mens artiklen var et essay i politisk uddannelse.
I december 1765 holdt han en tale for guvernøren og rådet hvor han erklærede at Stempelloven var ugyldig da Massachusetts, som ikke var repræsenteret i Parlamentet i London, ikke havde accepteret den.

### Bostonmassakren
I 1770 førte et sammenstød i Boston til at britiske soldater dræbte fem civile i det der blev kendt som Bostonmassakren. De involverede soldater, som blev fængslet og tiltalt for kriminelle handlinger, havde svært ved at finde en forsvarer. Til sidste bad de Adams om at forsvare sig. Selv om han frygtede for, at det ville skade hans rygte, indvilligede han. Seks af soldaterne blev frifundet. To som havde skudt direkte ind i mængden blev anklaget for mord, men blev kun dømt for uagtsomt manddrab. 
Hvad angik Adams' betaling, hævder Chinard at en af soldaterne, kaptajn Thomas Preston, gav Adams en symbolsk "enkelt guinea" som forskud, den eneste betaling han fik i sagen. David McCullough hævder imidlertid i sin biografi over Adams, at han fik et forskud på 18 guineas. Adams egen dagbog bekræfter, at Preston indledningsvis betalte 10 guineas og en senere betaling på 8 var "hele den pekuniære belønning jeg fik for 14-15 dages arbejde, i de mest udmattende og trættende sager jeg nogensinde førte."
Trods sine forudgående bekymringer blev Adams valgt til Massachusetts General Court (koloniens lovgivende forsamling) i juni 1770, mens han stadig forberedte sig på retssagen.

### Uenighed om parlamentets autoritet
I 1772 bekendtgjorde guvernøren over Massachusetts Thomas Hutchinson at han og hans dommere ikke længere behøve at få deres løn betalt af Massachusetts lovgivende forsamling, fordi Kronen herefter ville betale det direkte ud af de opkrævede toldafgifter. Radikale kræfter i Boston protesterede og bad Adams om at forklare deres indvendinger. I "Two Replies of the Massachusetts House of Representatives to Governor Hutchinson" argumenterede Adams for at kolonisterne aldrig havde været underlagt Parlamentets embedsområde. Deres oprindelige charter var med kongen som person, og deres lydighed gjaldt kun ham. Hvis der ikke kunne trækkes en brugbar skillelinje mellem Parlamentet embedsområde og fuld uafhængighed for kolonierne, fortsatte han, ville kolonierne ikke have anden mulighed end at vælge uafhængighed. 
I Novanglus; or, A History of the Dispute with America, From Its Origin, in 1754, to the Present Time imødegik Adams nogle skrifter fra Daniel Leonard som forsvarede Hutchinsons argumenter for Parlamentets absolutte autoritet overfor kolonierne. I Novanglus gendrev Adams punkt for punkt Leonards skrifter, og gav derefter en af de mest omfattende og lærde argumenter fra kolonisternes side mod Storbritanniens imperiepolitik. 
Det var et systematisk forsøg fra Adams side på at beskrive oprindelse, indhold og gyldighedsområde for den britiske forfatning. Adams brugte sine store viden om Englands og koloniernes juridiske historie til at vise at provinsernes lovgivende forsamlinger var fuldt ud suveræne i deres egne interne forhold, og at kolonierne kun var knyttet til Storbritannien gennem kongen.

## Kontinentalkongressen
Massachusetts sendte Adams til den første og anden Kontinentale Kongres i 1774 og fra 1775 til 1777. For at fremme en sammenslutningen af kolonierne foreslog han i juni 1775 George Washington fra Virginia som øverstkommanderende for den armé som var samlet omkring Boston. Hans indflydelse i Kongressen var stor, og næsten fra starten søgte han en permanent adskillelse fra Storbritannien. 
Den 15. maj 1776 opfordrede Kontinental Kongressen kolonierne til at begynde at formulere deres egne forfatninger, en forberedelse til at blive selvstændige stater. Dette var svar på de fjendtligheder, der var startet 15 måneder tidligere med slagene ved Lexington og Concord, . Resolutionen om at udforme uafhængige forfatninger var, som Adams sagde det: "uafhængighed i sig selv."
I løbet af det næste årti samledes amerikanere fra hver stat og debatterede dokumenter om regeringsførelse. Så radikalt, som det var at skrive forfatninger (tidligere var der almindelig enighed om at et samfunds regeringsform ikke behøvede at være nedskrevet, og loven skulle heller ikke være nedskrevet i et enkelt dokument), ligeså radikal var den amerikanske styreform, som begyndte at dukke frem i løbet af sommeren 1776.

### Tanker om styreform
Adskillige repræsentanter vendte sig til Adams for råd om hvordan de nye styreformer skulle struktureres. Adams blev træt af at gentage de samme ting, og udgav skriftet Thoughts on Government (1776), som efterfølgende fik indflydelse på udformningen af mange delstats forfatninger. Mange historikere hævder, at Thoughts on Government bør læses som et udtryk for klassisk republikansk teori om en blandet styreform. Adams fremførte, at sociale klasser findes i ethvert samfund, og at en god styreform accepterer denne realitet. I århundreder, helt tilbage til Aristoteles, havde et blandet styre, som sikrede en afbalanceret magt mellem monarki, aristokrati og demokrati, eller mellem kongen, adelen og folket været nødvendigt for at sikre orden og frihed.
Ud fra amerikansk republikansk tankegang mente Patrioterne, at det var korrupte og forbryderiske aristokrater i det britiske parlament og placeret i Amerika, som var skyldige i det britiske angreb på amerikansk frihed. I modsætning til andre mente Adams at udformningen af en republik havde sammenhæng med dens mål frem for dens midler. Han skrev i Thoughts on Government, "Der er ingen god regeringsform uden at den er republikansk. Den eneste værdifulde del af den britiske forfatning er det. På grund af at selve definitionen på en republik er 'et imperium baseret på love, ikke på mænd.'" Thoughts on Government forsvarede tokammersystemet, for "en enkelt forsamling er følsom overfor alle de laster, tåbeligheder og svagheder man finder i et individ." Han foreslog også at den udøvende kraft skulle være uafhængig, og det samme skulle den domstolene. Thoughts on Government fik enorm stor indflydelse, og blev henvist til som en autoritet alle steder hvor der blev udformet forfatninger. 

### Uafhængighedserklæringen
Den 7. juni 1776 var Adams den første til at støtte det forslag til uafhængighedserklæring, som blev fremlagt af Richard Henry Lee og som fastslog: "Disse kolonier er, og bør retfærdigvis være, frie og uafhængige stater", og støttede resolutionen frem ti ldens vedtagelse i Kongressen den 2. juli 1776.
Han blev udpeget til at sidde i Fem-mands Komiteen sammen med Thomas Jefferson, Benjamin Franklin, Robert R. Livingston og Roger Sherman, som skulle lave udkast til en uafhængighedserklæring. Selv om dette dokument primært blev skrevet af Jefferson, var det Adams som stod forrest under debatten om dets vedtagelse. Mange år senere hyldede Jefferson Adams som "den pille [uafhængighedserklæringen] støttede sig på på gulvet i kongressen, dens dygtigste advokat og forsvarer mod de mange angreb den blev udsat for."
Efter den kontinentale armés nederlag i slaget om Long Island den 27. august 1776 anmodede general William Howe den Anden Kontinentale Kongres om at sende repræsentanter for at forhandle fred. En delegation med bl.a. Adams og Benjamin Franklin mødtes med Howe på Staten Island i New Yorks havn den 11. september, hvor Howe krævede at Uafhængighedserklæringen skulle trækkes tilbage, inden andre betingelser kunne diskuteres. Delegationen afviste dette, og krigen fortsatte. I 1777 opgav Adams sit sæde i Massachusetts højesteret for blive formand for Kongressens udvalg for krig og våben foruden mange andre vigtige udvalg.

## I Europa
Kongressen sendte to gange Adams af sted for at repræsentere den spæde union i Europa. Første gang var i 1777 og derop igen i 1779. Ledsaget af sin ældste søn, den 10-årige John Quincy, sejlede Adams til Frankrig om bord på fregatten USS Boston den 15. februar 1778. Selv om de gentagne gange blev forfulgt af britiske krigsskibe var den eneste krigshandling undervejs den ublodige erobring af et britisk kaperskib. Adams var på sin vis et usandsynligt valg, da han ikke talte fransk, datidens diplomatsprog.
Hans første ophold i Europa mellem 1. april 1778 og 17. juni 1779, var stort set resultatløst, og han vendte tilbage til sit hjem i Braintree i starten af august august 1779.
Mellem 1. september og 30. oktober 1779 lavede han udkastet til staten Massachusetts forfatning sammen med Samuel Adams og James Bowdoin. I september 1779 blev han udpeget til at tage tilbage til Frankrig, og efter afslutningen af Massachusetts forfatningskonvent afrejste han den 15. november om bord på den franske fregat Sensible.
På den anden rejse blev Adams udpeget til generalbefuldmægtiget med den opgave at forhandle en venskabs- og handelstraktat med Storbritannien. Den franske regering var ikke tilfreds med Adams udnævnelse og senere blev Benjamin Franklin, Thomas Jefferson, John Jay og Henry Laurens efter pres fra den franske udenrigsminister Comte de Vergennes, 
udpeget til at samarbejde med Adams, om end Jefferson ikke tog til Europa og Laurens blev sendt til Holland. Det endte med at Jay, Adams og Franklin spillede hovedrollen i forhandlingerne. Jay og Adams havde ikke tillid til Vergennes og valgte at trodse Franklins holdning og undlod at konsultere franskmændene. I stedet forhandlede de direkte med de britiske udsendinge.
Under forhandlingerne var Adams især fast besluttet på at De Forenede Staters rettigheder vedrørende fiskeriet langs atlanterhavskysten skulle anerkendes. Let lykkedes de amerikanske forhandlere at opnå en favorabel aftale, som gav amerikanerne ejerskab til alle områder øst for Mississippi undtagen Florida, som blev overladt til Spanien som dens belønning. Traktaten blev underskrevet den 30. november 1782.
Efter at disse forhandlinger var begyndt havde Adams tilbragt en del tid som ambassadør i Nederland (Holland), som dengang var en af de få republikker i Verden (Republikken Venedig og den Gamle schweiziske konføderation var de eneste andre af betydning). I juli 1780 var han blevet autoriseret til at udføre de opgaver, som tidligere havde ligget ved Laurens. Med støtte fra den hollandske Patriot leder Joan van der Capellen tot den Pol opnåede Adams at få De Forenede Stater anerkendt som en uafhængig stat af regeringen i Haag den 19. april 1782. Under dette besøg forhandlede han et lån på 5 mio. gylden finansieret af Nicolaas van Staphorst og Wilhelm Willink på plads. I oktober 1782 indgik han en venskabs- og handelsaftale med Holland, den første sådanne aftale mellem De forenede Stater og et fremmed land efter traktaten i 1778 ved Frankrig. Huset, som Adams købte under sit ophold i Holland blev den første amerikansk ejede ambassade på fremmed jord. I to måneder af 1783 boede Adams i London hos den radikale udgiver John Stockdale.
I 1784 og 1785 var han en af arkitekterne bag vidtgående handelsrelationer mellem USA og Preussen. Den preussiske ambassadør i Haag, Friedrich Wilhelm von Thulemeyer, var involveret, og det samme var Jefferson og Franklin, som var i Paris.
I 1785 blev John Adams udnævnt til at være den første amerikanske ambassadør i Storbritannien. Da han blev præsenteret for sin tidligere hersker, kong George 3., nævnte kongen, at han var klar over Adams manglende tillid til den franske regering. Det indrømmede Adams da han sagde: "Jeg må indrømme Deres Majestæt, at jeg ikke er knyttet til andre end mit eget land.”
Dronning Elizabeth 2. henviste til denne episode den 7. juli 1976 i Det hvide Hus, da hun udtalte:
John Adams, Amerikas første ambassadør, sagde til min forfader, kong George 3., at det var hans ønske at bidrage til genskabelsen af 'den gode gamle karakter og den gode gamle velvilje mellem vore folk'. Denne genoprettelse er fuldendt for længst, at båndene i form af sprog, tradition og personlige kontakter har opretholdt det.
Mens de var i London måtte John og Abigail finde sig i fjendtligheden ved hoffet, og de valgte at undgå det, når de kunne ved at opsøge Richard Price, præst ved Newington Green Unitarian Church og senere ophavsmand til den britiske kontrovers over den franske revolution. Begge beundrede Price meget, og Abigail blev optaget af hans og hans protege Mary Wollstonecrafts synspunkter (forfatter af En retfærdiggørelse af kvinders rettigheder) .
Adams' hjem i England, et hus nær Londons Grosvenor Square findes stadig, og han mindes her med en plakette. Adams vendte tilbage til USA i 1788 for at fortsætte sit hjemlige politiske liv.

## Tanker om forfatningen
Massachusetts nye forfatning, som blev vedtaget i 1780, var i store træk forfattet af Adams selv, og etablerede en regeringsform, som var i stor overensstemmelse med hans syn på politik og samfund. Det var den første forfatning, som blev skrevet af en særlig komite og godkendt af folket. Det var også den første som indeholdt en to-delt lovgivende forsamling, en klar og uafhængig udøvende magt (guvernør)( med et delvis (to-tredjedels) veto (selv om han var ansvarlig overfor et udøvende råd), og en uafhængig dømmende magt.
Mens han var i London udgav Adams et værk med titlen: A Defence of the Constitutions of Government of the United States (1787). Heri tilbageviste han de synspunkter, som Turgot og andre europæiske forfattere var fremkommet med om ondskaben i staternes regering. Turgot hævdede, at lande uden aristokrati ikke behøvede to-kammersystem. Han mente, at republikansk styre indebærer at "alle autoriteter er samlet i et center, nationen" I denne bog foreslog Adams at "de rige, af god familie og dygtige" skulle holdes adskilt fra andre folk i et senat – som ville forhindre dem i at dominere underhuset. Wood (2006) har fastholdt, at Adams var blevet intellektuelt irrelevant på det tidspunkt, hvor den føderale forfatning var blevet godkendt. På det tidspunkt havde amerikansk politisk tankegang, som var blevet ændret gennem over et årtis intense og søgende debat og formende pres under skabelse, opgivet den klassiske opfattelse af politik, som så styret som et spejl af sociale strukturer. Amerikanernes nye forståelse af folkestyre så folket som helhed som den eneste magthaver i riget. Alle udøvere af regeringsmagt var blot udstyret med dele af folkets magt og kun i en begrænset periode. Adams var fuldstændig ubekendt med denne tankegang og afslørede sin fortsatte tilknytning til den ældre forståelse af politik. Men Wood overser Adams' specielle definition af begrebet "republik," og hans støtte til en forfatning, som er godkendt af folket. Han underspiller også Adams' tro på kontrol og afbalancering. "Magt må modvirkes med magt, og interesser med interesser", skrev Adams. Denne holdning blev senere gentaget i James Madisons berømte udtalelse om at "ambitioner må tvinges til at modvirke ambitioner" i The Federalist No. 51, som forklaring af magtdelingen i de forskellige grene af styret under den nye forfatning. Adams bragte om nogen tanken om "kontrol og afbalancering" (checks and balances) ind i billedet.
Adams anskaffede sig aldrig slaver og afviste af princip at beskæftige slaver. Abigail Adams var modstander af slaveri og ansatte frie sorte frem for sin fars to husslaver. Adams talte imod et lovforslag om at frigive slaver i Massachusetts, var modstander af at bruge sorte slaver i uafhængighedskrigen og forsøgte at holde spørgsmålet ude af den nationale politik.

## Vicepræsident
Mens Washington vandt alle i alle stater ved præsidentvalget og fik 69 stemmer i valgmandskollegiet, blev Adams nr. 2 i valgmandskollegiet med 34 stemmer og blev vicepræsident ved præsidentvalget i 1789. Han spillede en mindre rolle i politikken i starten af 1790'erne og blev genvalgt ved præsidentvalget i 1792. Washington spurgte sjældent Adams til råds om politik under dennes tid som vicepræsident.
Adams' hovedopgave mens han var vicepræsident bestod i at lede møderne i Senatet. Senere vicepræsidenter har ligeledes som regel ikke været magtfulde eller fremtrædende medlemmer af deres præsidenters regeringer før efter 2. verdenskrig.
I det første år af Washingtons embedsperiode blev Adams dybt involveret i en månedlang kontrovers i senatet om, hvad præsidentens officielle titel skulle være. Adams foretrak grandiøse titler såsom "His Majesty the President" eller "His High Mightiness" frem for det simplere "President of the United States", som var det, der endte med at blive vedtaget. Det opblæste i hans holdning, sammen med hans overvægt, gav Adams tilnavnet "His Rotundity" (hans rundhed). 
Som leder af Senatet afgav Adams 29 gange den afgørende stemme, når Senatet var delt lige over. Det var en rekord, som kun John C. Calhoun kom i nærheden af med 28. Hans stemmer beskyttede præsidentens suveræne ret til at fjerne folk fra poster. som han havde udpeget dem til, og havde indflydelse på placeringen af nationens hovedstad. Ved mindst en lejlighed overbeviste han senatorer om at stemme imod lovgivning, som han var modstander af, og han belærte ofte Senatet om procedure og politiske spørgsmål. Adams' politiske synspunkter og hans aktive rolle i Senatet gjorde ham til et oplagt mål for kritikere af Washington regeringen. Henimod slutningen af hans første embedsperiode, som følge af trusler om en resolution, der ville have tvunget ham til at tie stille bortset fra procedure og politik spørgsmål, begyndte han at udøve større tilbageholdenhed. Da de to politiske partier dannedes, sluttede han sig til det føderalistiske parti, men kom aldrig på god fod med dets dominerende leder Alexander Hamilton. På grund af Adams anciennitet og behovet for en præsident nordfra, blev han valgt som føderalisternes kandidat ved valget i 1796 mod Thomas Jefferson, lederen af det oppositionelle Demokratisk-republikanske parti. Hans succes skyldtes fred og fremgang. Washington og Hamilton havde undgået krig med Storbritannien ved Jay-traktaten i 1795.
Adams' to perioder som vicepræsident var frustrerende for en mand med hans energi, intellekt og forfængelighed. Han skrev til sin kone Abigail: "Mit land har i sin visdom fundet den mest ubetydelige post til mig, som menneskets opfindsomhed nogensinde har udtænkt".

## Valget i 1796
Ved præsidentvalget i 1796 var Adams kandidat for Føderalistpartiet og Thomas Pinckney, 
guvernøren i South Carolina, var også opstillet for føderalisterne. (Dengang var det den, som blev nr. 2 ved valget, som blev udpeget til vicepræsident, så han havde ikke nogen vicepræsidentkandidat i moderne forstand). Føderalisterne ønskede Adams som præsidentkandidat for at undgå Thomas Jefferson. De fleste føderalister ville have foretrukket Hamilton som kandidat. Selv om Hamilton og hans støtter støttede Adams, havde de også et horn i siden på ham. De anså ham for at være det mindste af to onder uanset de mente, at Adams manglede den alvor og popularitet, som havde gjort præsident Washington så succesrig, og de frygtede, at Adams var for forfængelig, påståelig, uforudsigelig og stædig til at følge deres anvisninger.
Adams' modstandere var den tidligere udenrigsminister Thomas Jefferson fra Virginia, sammen med senator Aaron Burr fra New York, som var opstillet for det Demokratisk-republikanske parti.
Som det var sædvane blev Adams hjemme i sin hjemby Quincy frem for aktivt at deltage i kampagnen op til valget. Hans ønskede at holde sig ude af det, som han kaldte det tåbelige og ondskabsfulde spil. Hans føderalistiske parti førte imidlertid valgkamp for ham, mens det Demokratisk-republikanske førte valgkamp for Jefferson.
Det blev forventet, at Adams ville få flest stemmer i New England, mens Jefferson forventedes at vinde i de sydlige stater. Det endte med, at Adams vandt valget snævert med 71 valgmandsstemmer mod 68 for Jefferson (som dermed automatisk blev vicepræsident).

## Præsidentperioden: 1797–1801

### Udenrigspolitik
Da Adams tiltrådte sit embede, erkendte han, at han måtte beskytte Washingtons politik om at holde landet ude af krigen mellem Storbritannien og Frankrig. Fordi franskmændene havde hjulpet til med at sikre USA's uafhængighed fra Storbritannien, havde de større popularitet i Amerika. Efter Jay-traktatens indgåelse var franskmændene blevet vrede, og i en uerklæret krig begyndte de at kapre amerikanske handelsskibe, som handlede med Storbritannien. Adams sendte en kommission af sted for at forhandle en forståelse på plads med Frankrig. Samtidig tilskyndede Adams Kongressen til at udvide hær og flåde for det tilfælde, at en diplomatisk løsning slog fejl. 

### Indenrigspolitik
Som præsident fulgte Adams i Washingtons fodspor og gjorde sin periode til et eksempel på republikanske værdier, og understregede borgerlige dyder. Han var aldrig involveret i nogen skandale. Nogle historikere mener, at hans største fejltagelse bestod i at beholde det gamle kabinet, som blev styret af Hamilton, frem for at at vælge sine egne folk, hvilket bekræftede Adams' egen indrømmelse af, at han var en dårlig politiker, fordi han "ikke var trænet i intriger om magten". På den anden side er der historikere, som mener at Adams' beholdelse af Washingtons kabinet var et statsmandsagtigt skridt, for at dæmpe bekymringer om en ordnet overgang. Som Adams selv forklarede: "Jeg havde dengang ikke noget særligt imod nogen af dem." Det skulle snart ændre sig. Adams kampånd passede ikke altid til en ophøjet præsidentrolle, som Adams selv indrømmede mange år senere: "[Som præsident] nægtede jeg at lide i stilhed. Jeg sukkede, tudede og jamrede og nogle gange peb og skreg jeg. Og jeg må med skam erkende at jeg ind imellem bandede."
Adams' fire år som præsident (1797 – 1801) var kendetegnet med intense stridigheder over udenrigspolitikken. Storbritannien og Frankrig var i krig. Hamilton og føderalisterne støttede Storbritannien, mens Jefferson og de Demokratiske-republikanere støttede Frankrig. En uerklæret krig til søs mellem USA og Frankrig brød ud i 1798. Ydmygelsen i XYZ-affæren, hvor franskmændene krævede store bestikkelser, inden forhandlinger kunne gå i gang, førte til alvorlige trusler om krig med Frankrig og bragte jeffersonisterne, som var venner af Frankrig, i forlegenhed. Føderalisterne opbyggede en hær under George Washington, og Alexander Hamilton, byggede seks fregatter og hævede skatterne. De slog ned på politiske indvandrere og indenlandske modstandere med "Alien and Sedition Acts", som blev underskrevet af Adams i 1798.
Disse love bestod af fire love:
- Indfødsretsloven af 1798, vedtaget 18. juni
- Loven om udenlandske venner, vedtaget den 24. juni
- Loven om udenlandske fjender, vedtaget den 6. juli
- Loven om tilskyndelse til oprør, vedtaget den 14. juli

Disse fire love blev vedtaget for at undertrykke den republikanske opposition. Indfødsretsloven ændrede længden af den periode som udlændinge måtte vente på at blive amerikanske statsborgere til 14 år. Da de fleste indvandrere stemte på republikanerne, regnede de med at ved at vedtage denne lov kunne de mindske andelen af vælgere, som ville stemme på republikanerne.
Loven om udenlandske venner og Loven om udenlandske fjender bemyndigede præsidenten til at deportere enhver udlænding, som han mente var til fare for landet. 
Loven om tilskyndelse til oprør kriminaliserede enhver, som offentlig kritiserede den føderale regering. Nogle af straffene var på 2-5 år i fængsel og bøder på $2.000-$5,000. Adams havde ikke udformet eller støttet nogle af disse love, men han underskrev dem, så de kunne træde i kraft. 
Disse love, og føderalisternes højtprofilerede retsforfølgelse af en række avisredaktører og et medlem af Kongressen blev yderst kontroversielle. Nogle historikere har bemærket, at lovene om udenlandske fjender og tilskyndelse til oprør sjældent blev taget i anvendelse, da kun 10 domfældelser efter loven om tilskyndelse til oprør er blevet identificeret, og da Adams aldrig underskrev en deportationsordre, og at furoren over loven fortrinsvis blev oppisket af Demokratisk-republikanerne, men andre historikere lægger vægt på, at lovene var yderst kontroversielle fra begyndelsen og førte til, at mange udlændinge frivilligt forlod landet, samtidig med at de skabte en stemning, hvor modstand imod føderalisterne selv i Kongressens mødesal kunne betyde, og betød retsforfølgelse. Valget i 1800 blev et bittert opgør, hvor begge sider udtrykte usædvanlig stor frygt for det andet parti og dets politik.
Den dybe splittelse i Føderalistpartiet kom over spørgsmålet om hæren. Adams var tvunget til at udpege Washington som leder af den nye hær, og Washington krævede, at Hamilton blev udnævnt til næstkommanderende. Adams gav tøvende efter. Generalmajor Hamilton overtog i realiteten kontrollen med krigsministeriet. Splittelsen mellem Adams og Høj-føderalisterne (som Adams' modstandere blev kaldt) voksede. Høj-føderalisterne nægtede at rådføre sig med Adams om nøglelovgivningen i 1798. De ændrede de forsvarstiltag, som de havde opfordret til, krævede at Hamilton fik kontrol med hæren og nægtede at anerkende behovet for at give højtstående Demokratiske-republikanere (såsom Aaron Burr) højtstående poster i hæren (hvilket Adams ønskede for at få nogen demokratisk-republikansk støtte). Ved at opbygge en stor stående hær skabte Høj-føderalisterne uro i befolkningen og styrkede de demokratiske-republikanere. De skabte også et modsætningsforhold til Adams og hans mange personlige støtter. De så kortsigtet føderalistpartiet som deres eget redskab og ignorerede behovet for at stå sammen, når hele nationen stod overfor en krig mod Frankrig.
I lange perioder trak Adams sig tilbage til sit hjem i Massachusetts. I februar 1799 overraskede Adams landet ved at sende diplomaten William Vans Murray på en fredsmission til Frankrig. Napoleon, som havde erkendt at fjendskab med USA ikke gjorde nogen gavn, signalerede sin parathed til at skabe fredelige relationer. Alliancetraktaten fra 1778 blev udskiftet og USA var herefter fri af udenlandske forviklinger, således som Washington havde anbefalet det i sit afskedsbrev. Adams undgik krig, men splittede herved sit eget parti dybt. Han indsatte John Marshall som udenrigsminister og demobiliserede hæren.

### Valgkampen i 1800
Washingtons død i 1799 svækkede føderalisterne, da de mistede den eneste, som kunne symbolisere og forene partiet. Ved præsidentvalget i 1800 stod Adams og hans føderale fælle Charles Cotesworth Pinckney overfor den republikanske duo Jefferson og Burr. Hamilton forsøgte efter bedste evne at sabotere Adams' valgkamp i håbet om at styrke Pinckneys chancer for at vinde præsidentposten. Det endte med at Adams tabte snævert til Jefferson med 65 mod 73 valgmandsstemmer. Kort tid før valgnederlaget blev han den første præsident, som flyttede ind i det nye, men ufærdige Hvide Hus den 1. november 1800.
Blandt årsagerne til hans nederlag var Høj-føderalisternes mistro, den folkelige modstand mod 
Loven om udenlandske fjender og tilskyndelse til oprør, han modstander, Thomas Jeffersons popularitet og Aaron Burrs effektive politisering i staten New York, hvor flertallet i den lovgivende forsamling (som udvalgte valgmændene) skiftede fra føderalisterne til de demokratiske-republikanerne på grund af nogle få områder i byen New York, som var kontrolleret af Burrs politiske maskine.

### Midnatsdommere
Den udgående kongres vedtog Judiciary Act of 1801, som etablerede en række føderale appelretter mellem distriktsdomstolene og højesteret. I slutningen af sin embedsperiode udfyldte Adams de ledige poster, som var skabt med denne lov ved at udpege en række dommere, som blev kaldt midnatsdommere (Midnight Judges), fordi hovedparten af dem formelt blev udpeget nogle få dage, inden præsidentens embedsperiode sluttede. De fleste af dommerne blev afsat ved den af jeffersonianerne vedtagne Judiciary Act of 1802, som afskaffede de domstole, der var blevet skabt ved Judiciary Act of 1801 og vendte tilbage til den struktur, som havde eksisteret inden denne lovs vedtagelse. Adams største arv var udpegningen af John Marshall som leder af den amerikanske højesteret, som efterfølger for Oliver Ellsworth, som var trådt tilbage på grund af svigtende helbred. Marshalls lange embedsperiode udgør føderalisternes mest varige indflydelse, da Marshall tilføjede forfatningen en fornuftig og omhyggeligt begrundet national fortolkning og placerede den dømmende magt som ligeværdig med den udøvende og den lovgivende.

### Største præsidentiale handlinger
- Opbyggede flåden
- Udkæmpede den uerklærede krig mod Frankrig
- Underskrev udlændinge- og oprørslovene af 1798
- Afsluttede krigen med Frankrig gennem diplomati
- Udpegede John Marshall til leder af højesteret

### Taler

#### Tiltrædelsestale
- Inaugural Address (4. marts 1797)

#### Taler om Unionens tilstand
- First State of the Union Address (22. november 1797)
- Second State of the Union Address, (8. december 1798)
- Third State of the Union Address, (3. december 1799)
- Fourth State of the Union Address, (22. november 1800)

## Forvaltning, kabinet og højesteretsdommer udpegninger 1797-1801
| Adams' regering Embede Navn Periode Præsident John Adams 1797 – 1801 Vicepræsident Thomas Jefferson 1797 – 1801 Udenrigsminister Timothy Pickering 1797 – 1800 John Marshall 1800 – 1801 Finansminister Oliver Wolcott, Jr. 1797 – 1801 Samuel Dexter 1801 Krigsminister James McHenry 1796 – 1800 Samuel Dexter 1800 – 1801 Justitsminister Charles Lee 1797 – 1801 Flådeminister Benjamin Stoddert 1798 – 1801 | Ledere af højesteret - John Jay – 1800; afslog - John Marshall – 1801 Højesteretsdommere - Bushrod Washington – 1799 - Alfred Moore – 1800 Stater optaget i unionen - Ingen |           |
| Adams' regering | |           |
| Embede | Navn | Periode   |
| | |           |
| Præsident | John Adams | 1797–1801 |
| | |           |
| Vicepræsident | Thomas Jefferson | 1797–1801 |
| | |           |
| Udenrigsminister | Timothy Pickering | 1797–1800 |
| Udenrigsminister | John Marshall | 1800–1801 |
| | |           |
| Finansminister | Oliver Wolcott, Jr. | 1797–1801 |
| Finansminister | Samuel Dexter | 1801      |
| | |           |
| Krigsminister | James McHenry | 1796–1800 |
| Krigsminister | Samuel Dexter | 1800–1801 |
| | |           |
| Justitsminister | Charles Lee | 1797–1801 |
| | |           |
| Flådeminister | Benjamin Stoddert | 1798–1801 |

## Efter præsidentperioden
Efter valgnederlaget i 1800 vendte Adams tilbage til privatlivet. Han var nedtrykt, da han forlod sin post, og deltog ikke i Jeffersons tiltrædelse, hvilket gør ham til en af blot fire overlevende præsidenter (dvs. præsidenter som ikke døde på posten) som fravalgte at overvære sin efterfølgers tiltrædelse. Adams' korrespondance med Jefferson på det tidspunkt antyder, at han ikke følte det fjendskab eller krænkelse, som senere forskere har hævdet at han havde. Han forlod Washington inden Jeffersons tiltræden lige så meget på grund af hans søn Charles Adams' død (som følge af alkoholisme) som på grund af sit ønske om at blive genforenet med sin kone Abigail, som var taget tilbage til Massachusetts måneder før tiltrædelsen.
Adams vendte tilbage for atter at være landmand i sit hjem Peacefield nær byen Quincy, som havde opslugt hans fødested Braintree. Han begyndte at arbejde på en selvbiografi, som han aldrig afsluttede, og begyndte igen at korrespondere med gamle venner såsom Benjamin Waterhouse og Benjamin Rush. Han indledte også en bitter og krænket korrespondance med en gammel familieven, Mercy Otis Warren, hvor han protesterede imod, at hun i sin historie om den amerikanske revolution fra 1805 efter hans mening havde karikeret hans politiske holdninger og havde givet et fortegnet billede af hans indsats for landet.
Efter Jeffersons tilbagetræden fra offentligheden i 1809 efter to perioder som præsident blev Adams mere højlydt. I tre år offentliggjorde han en strøm af breve i avisen Boston Patriot, hvor han fremlagde en lang tilbagevisning, næsten ord for ord, af en pamflet af Alexander Hamilton fra 1800, hvor denne angreb hans adfærd og karakter. Selv om Hamilton var død i 1804 af et dødeligt sår, som han fik i sin notoriske duel med Aaron Burr, følte Adams behov for at retfærdiggøre sin karakter mod newyorkerens voldsomme angreb.
I starten af 1812 blev Adams forsonet med Jefferson. Deres fælles ven Benjamin Rush, som også havde underskrevet Uafhængighedserklæringen og som havde korresponderet med dem begge opfordrede dem begge til at forsone sig med hinanden. På nytårsdag 1812 sendte Adams et kort venligt brev til Jefferson, som blev vedlagt "to stykker hjemmevævet", en tobindssamling af forelæsninger om retorik af John Quincy Adams. Jefferson svarede straks med et varmt venligt brev, og de to mænd genoptog deres venskab, som de vedligeholdt gennem breve. Korrespondancen, som de genoptog i 1812 varede resten af deres liv, og derefter er den blevet hyldet som noget af deres største arv, og et monument i amerikansk litteratur.
Deres breve er rige på indsigt i såvel perioden som i de to præsidenters tankegang og om de revolutionære ledere. Deres korrespondance varede i 14 år, og omfattede 158 breve. Det var i disse år, at de to mænd diskuterede "naturligt aristokrati". Jefferson skrev: "Jeg anser det naturlige aristokrati for at være den mest dyrebare gave fra naturen til oplæring, troskab og ledelse af samfundet. Og det ville bestemt have været inkonsistent, hvis skabelsen havde formet menneskeheden til at passe ind i en social stat uden at have skabt tilstrækkelige dyder og visdom til at styre samfundets tarv. Kan vi ikke sige, at den form for regering er den bedste, som mest effektivt sikrer en ren udvælgelse af disse naturlige aristokrater til at lede landet?" Adams spekulerede på, om det nogensinde ville blive klart hvem disse personer var: "Deres skillelinje mellem naturligt og kunstigt aristokrati forekommer mig ikke velfunderet. Fødsel og formue påtvinges nogle mænd i samme grad af naturen som genialitet, styrke eller skønhed ... når aristokratier grundlægges af menneskelige love og ære, formue og magt gøres arvelige ved love og politiske institutioner, anerkender jeg, at kunstig aristokrati opstår." Det ville altid være sandt, argumenterede Adams, at skæbnen ville tildele nogle mænd indflydelse af andre årsager end visdom eller dyd. Da det var naturens orden, mente han at sådanne "talenter" var naturlige. En god regering måtte derfor tage højde for denne realitet. 
16 måneder inden John Adams' død blev hans søn John Quincy Adams, den 6. præsident i USA (1825 – 1829). Han var den eneste søn af en tidligere præsident, som fik posten indtil George W. Bush i 2001.
Adams' datter Abigail blev gift med kongresmedlemmet William Stephens Smith, men hun vendte tilbage til sine forældres hus, efter at hendes ægteskab slog fejl. Hun døde af brystkræft i 1813. Hans søn Charles døde som alkoholiker i 1800. Abigail, hans kone døde af tyfus den 28. oktober 1818. Hans søn Thomas og dennes familie boede sammen med Adams og Louisa Smith (Abigails niece efter hendes bror William) indtil afslutningen på Adams' liv.

## Død
Mindre end en måned inden sin død udsendte John Adams en udtalelse om De forenede Staters fremtid, som historikere såsom Joy Hakim har betegnet som en "advarsel" til sine medborgere. Adams skrev:
| Citat | Mine bedste ønsker til de fornøjelser og festligheder og højtideligholderse på denne dag, som vil blive gennemført på 50 årsdagen for dens fødsel, af De forenede Staters uafhængighed: en mindeværdig epoke i menneskehedens annaler, som i fremtiden vil komme til at fremstå som den mest lysende eller mørkeste side, alt efter brugen eller misbrugen af de politiske institutioner hvorved de i fremtiden vil blive formet i menneskets bevidsthed. | Citat |
|       | |       |

Den 4. juli 1826, på 50-årsdagen for vedtagelsen af Uafhængighedserklæringen døde Adams i sit hjem i Quincy. Da han fik at vide, at det var den 4., svarede han klart: "Det er en stor dag. Det er en god dag." Hans sidste ord skal have været "Thomas Jefferson overlever". Kun de første to ord "Thomas Jefferson" var dog klart forståelige. Adams var ikke klar over, at Jefferson, hans medkæmper i kampen for uafhængighed, derpå politiske rival og senere ven var død nogle få timer tidligere samme dag. Nogen tid senere mens han kæmpede for at få vejret, hviskede han til sit barnebarn Susanna: "Hjælp mig barn! Hjælp mig!" herefter blev han stille. Omkring kl 18.20 var John Adams død, og efterlod Charles Carroll of Carrollton som den sidste overlevende underskriver af Uafhængighedserklæringen.
Hans grav ligger i United First Parish Church (også kendt som Church of the Presidents) i Quincy. Oprindelig blev han begravet på Hancock Cemetery, på den anden side af vejen. Indtil hans rekord blev brudt af Ronald Reagan i 2001 var han landets længstlevende præsident (90 år og 247 dage), en rekord han havde i 175 år. Senere blev rekorden brudt af tidligere præsident Gerald Ford, som døde den 26. december 2006 i en alder af 93 år og 165 dage. I dag indehaves rekorden af tidligere præsident Jimmy Carter.

## Religiøse holdninger
Adams blev opdraget som kongregationalist, men blev Unitar da hovedparten af de kongregationelle kirker omkring Boston skiftede til Unitarisme. Adams fik sin uddannelse på Harvard, mens den deistiske indflydelse var stigende, og brugte deistiske begreber i sine taler og skrifter. Han troede på skabelsens grundlæggende godhed, men troede ikke, at Kristus var guddommelig eller at Gud blandede sig i den enkeltes forhold. Man mente, at regelmæssig kirkegang bidrog til menneskers sans for moral. Everett (1966) konkluderer, at "Adams stræbte efter en religion baseret på en slags fornuftig rimelighed" og fastholdt, at religionen må ændre sig og udvikle sig mod det perfekte.
I lighed med mange af sine samtidige kritiserede Adams den romersk katolske kirkes påstand om universel autoritet.
I 1796 afviste Adams sin politiske modstander Thomas Paines kritik af kristendommen og sagde: "Den kristne religion er i højere grad end alle andre religioner, som har eksisteret eller overlevet i gamle dage og i nutiden en religion af visdom, dyd, lighed og humanisme, og så kan sjoveren Paine sige hvad han vil".
Unitarernes Universalist Historical Society giver information om Adams religiøse tro. De citerer fra hans brev til Benjamin Rush, en tidlig fortaler for universalistisk tankegang: "Jeg har deltaget i offentlige gudstjenester i alle lande og med alle sekter, og mener at de alle er bedre end ingen religion, selv om jeg ikke har følt mig forpligtet til at tro på alt, hvad jeg har hørt". De gengiver også hvorledes Rush forsonede Adams med sin tidligere ven Thomas Jefferson i 1812, efter mange bitre politiske kampe. Dette førte til brevvekslinger mellem Adams og Jefferson om mange forskellige emner, herunder filosofi og religion. I et af disse breve fortalte Adams Jefferson: "De ti bud og bjergprædikenen rummer min religion". I et andet brev afslører Adams sin dybtfølte tro på Gud: "Min beundring for skaberen af universet er for dybtfølt og alvorligt. Kærligheden til Gud og hans skabning, fornøjelse, glæde, triumf eksaltering over min egen eksistens, som er blot et atom, et organisk molekyle i universet er min religion". Han fortsætter med at afsløre sin universalistiske sympatier, afvisning af ortodokse kristne dogmer og hans personlige tro på, at han er en ægte kristen ved ikke at acceptere disse dogmer. "Hyl, sner, bid, I calvinister, I athanasiske hellige, om I vil. I vil sige, at jeg ikke er en kristen: Jeg siger jer, I er ikke kristne, og dermed er kontoen i balance. Men jeg tror alle de ærlige mænd i blandt jer er kristne i min fortolkning af ordet." Unitarerne viser også, at Adams afviste de ortodokse doktriner om Treenigheden, skæbne og satte lighedstegn mellem menneskelig forståelse og menneskelig samvittighed med "guddommelig kommunikation" eller personlige åbenbaringer fra Gud. Det viser også, at Adams havde en stærk tro på et liv efter døden, ellers, som han forklarede: "Kunne du skamme dig over din skaber".

### Primære kilder
- Adams, C.F. The Works of John Adams, with Life (10 vols., Boston, 1850–1856)
- Butterfield, L. H. et al., eds., The Adams Papers (1961– ). Flerbinds udgave af alle brev til og fra de vigtigste medlemmer af Adams familien foruden deres dagbøger. Stadig ukomplet [69].
- Cappon, Lester J. ed. The Adams-Jefferson Letters: The Complete Correspondence Between Thomas Jefferson and Abigail and John Adams (1988).
- Carey, George W., ed. The Political Writings of John Adams. (2001). Samling af uddrag fra Adams' vigtigste politiske skrifter.
- Diggins, John P., ed. The Portable John Adams. (2004)
- John A. Schutz and Douglass Adair, eds. Spur of Fame, The Dialogues of John Adams and Benjamin Rush, 1805–1813 (1966) ISBN 978-0-86597-287-2
- C. Bradley Thompson, ed. Revolutionary Writings of John Adams, (2001) ISBN 978-0-86597-285-8
- John Adams, Novanglus; or, A History of the Dispute with America (1774) online version Arkiveret 16. april 2007 hos  Wayback Machine
- Brinkley, Alan, and Davis Dyer. The American Presidency. Boston: Houghton Mifflin company, 2004.
- Hogan, Margaret and C. James Taylor, eds. My Dearest Friend: Letters of Abigail and John Adams. Arkiveret 17. april 2009 hos  Wayback Machine Cambridge: Harvard University Press, 2007.
- Taylor, Robert J. et al., eds. Papers of John Adams. Arkiveret 11. oktober 2009 hos  Wayback Machine Cambridge: Harvard University Press
- Wroth, L. Kinvin and Hiller B. Zobel, eds. The Legal Papers of John Adams. Arkiveret 16. oktober 2009 hos  Wayback Machine Cambridge: Harvard University Press
- Butterfield, L. H., ed. Adams Family Correspondence. Arkiveret 12. juli 2009 hos  Wayback Machine Cambridge: Harvard University Press